# Públio Fúrio Filo
Públio Fúrio Filo (m. 213 a.C.; em latim: Publius Furius Philus) foi um político da gente Fúria da República Romana eleito cônsul em 223 a.C. com Caio Flamínio Nepos.

## Família
Era membro da antiga gente Fúria. O ramo dos "Fúrios Filos" ("Furii Fili"), ao qual pertencia, não havia ocupado nenhum cargo público antes de Públio. Seu pai, Espúrio, e seu avô, Marco, são conhecidos apenas pelo nome. Teve um filho, também chamado Públio.

## Consulado (223 a.C.)
Foi eleito cônsul com Caio Flamínio Nepos em 223 a.C. Já no terceiro ano da guerra contra os gauleses da Gália Cisalpina, estavam em curso as campanhas contra os anários e ínsubres. Os dois cônsules estavam marchando com suas legiões para o norte da Itália, mas o Senado lhes enviou uma carta informando-lhes que sua eleição havia sido invalidada por conta de uma interpretação dos auspícios. Os cônsules, ocupados com os preparativos para a luta contra os ínsubres perto do Adda, só conseguiram avaliar o conteúdo da carta depois de terminada a batalha. Os dois retornaram para Roma, onde o povo, apesar da relutância do Senado, lhes concedeu um triunfo sobre os gauleses e ligúrios.

## Segunda Guerra Púnica

### Pretor (216 a.C.)
Fúrio foi eleito pretor peregrino juntamente com Mânio Pompônio Matão em 216 a.C., o terceiro ano da Segunda Guerra Púnica. Depois da desastrosa derrota na Batalha de Canas, os dois incitaram o Senado a adotar medidas defensivas para proteger a cidade. Pouco tempo depois, Marco Cláudio Marcelo lhes entregou a frota na qual embarcou para a África, mas, gravemente ferido em uma operação militar, foi obrigado a retornar a Lilibeia (moderna Marsala, na Sicília).

### Censor (214 a.C.) e morte
Em 214 a.C., foi eleito censor com Marco Atílio Régulo, mas morreu no ano seguinte, pouco antes do "Lustratio". Os dois castigaram severamente todos os que haviam fracassado em seu dever para com a República durante as catástrofes pelas quais Roma vinha passando nos últimos anos. Todos os que haviam feito parte do projeto de abandonar a Itália depois do desastre da Batalha de Canas, todos os que haviam sido feito prisioneiros por Aníbal e que vieram como embaixadores até Roma com a promessa de regressar ao acampamento cartaginês e não cumpriram sua palavra, foram degradados à condição de aerarius. No ano seguinte, com o início do mandato dos novos tribunos da plebe, Régulo foi acusado em público, assim como Filo, por Lúcio Cecílio Metelo, um dos penalizados no ano anterior.
A intervenção dos outros tribunos impediu os censores de se defenderem durante o mandato, que durava cinco anos (lustrum). A morte prematura de Filo interrompeu o mandato, pois, como era costume, Régulo renunciou em respeito à morte do colega.
Fúrio foi também áugure até o dia de sua morte.